# Ellipteroides slossonae
Ellipteroides slossonae är en tvåvingeart som först beskrevs av Alexander 1914.  Ellipteroides slossonae ingår i släktet Ellipteroides och familjen småharkrankar. Inga underarter finns listade i Catalogue of Life.